# روبرت چبوتار
روبرت چبوتار (لهستانی: Robert Czebotar؛‏ ۱۸ مه ۱۹۶۹) بازیگر و صداپیشه تلویزیون اهل لهستان است.

## گزیدهٔ نقش‌آفرینی‌ها

### سینما
- اسکادران ۳۰۳، روایتی واقعی (۲۰۱۸)
- سرهنگ کفیاتکوفسکی (۱۹۹۶)

### تلویزیون
- صد سال خاندان وینیخ (۲۰۱۹)
- کلبه جنگلی (۲۰۱۸)
- بلفر (۲۰۱۶)
- قانون حقیقی (۲۰۱۴)
- ۲ ایکس‌ال (۲۰۱۳)
- عشق اول (۲۰۱۳)
- هتل ۵۲ (۲۰۱۰)
- نشانه‌گذاری‌شده (۲۰۰۹)
- پدر متیو (۲۰۰۸)
- رنگ‌های خوشبختی (۲۰۰۸، ۲۰۱۱ تا ۲۰۱۲، ۲۰۱۴ و ۲۰۱۷ تا ۲۰۲۰)
- دوران افتخار (۲۰۰۸)
- خانه کشیش (۲۰۰۷)
- تیم (۲۰۰۷)
- در خیابان سپولنی (۲۰۰۷-۲۰۰۶)
- سال‌های شیرین (۲۰۰۰)
- در خوشی و سختی (۱۹۹۹)
- حوزه استحفاظی ۱۳ (۱۹۹۸)
- طایفه (۲۰۰۶ـ۱۹۹۷)
- راز ساگال (۱۹۹۶)